# Kielcza
Kielcza is een plaats in het Poolse district  Strzelecki, woiwodschap Opole. De plaats maakt deel uit van de gemeente Zawadzkie en telt 2000 inwoners.

## Verkeer en vervoer
- Station Kielcza